# Erica annectens
Erica annectens är en ljungväxtart som beskrevs av Guthrie och Bolus. Erica annectens ingår i släktet klockljungssläktet, och familjen ljungväxter. Inga underarter finns listade i Catalogue of Life.